# Sangen om en tiger
Sangen om en tiger er en dansk kort- og børnefilm fra 1988 instrueret af Elisabeth Rygård.

## Handling
En dreng og hans leg med hvad der er virkeligt, og hvad der er drøm og fantasi. Han er optaget af det, der er farligt - løver, tigre, slanger, edderkopper. Men det, der er farligt, er både i ham og uden for ham, og det er både spændende og alt for spændende. Egnet til børn fra 5 år.
Filmen havde premiere i biografen Grand i København og blev vist som forfilm til Glashjertet.